# Энден, Иван Иванович
Иван Иванович Энден (нем. Johann Karl von Enden; 15 (26) декабря 1715—19 (30) сентября 1793) — подполковник, статский советник, геральдист.

## Биография
Происходил из остзейских немцев, отец — Карл фон Энден (1670—1733) подполковник, мать — Елена Элизабет Крутщицкая (1696—1767).
В 1729 отцом записан на российскую военную службу, поступил солдатом, в 1733 определён в Сухопутный шляхетный кадетский корпус сержантом, подпоручик (Выс. пр. 23.01.1737), поручик (Выс. пр. 5.08.1740), капитан (Выс. пр. 5.09.1751), премьер-майор (1754), в сухопутном корпусе дослужился до чина «майор» (Выс. пр. 29.09.1756).
После окончания службы в Сухопутном шляхетном кадетском корпусе (23.1.37-17.6.58) по суду отправлен в распоряжение Военной коллегии для определения к новому месту службы (17.6.58); подполковник  (1768) по протекции генерал-прокурора А.А. Вяземского куратора Герольдии. C 1770 коллежский асессор государственной канцелярии.
В 1771-1783 на гражданской службе в департаменте Герольдии, где в чине коллежского советника исполнял должность товарища герольдмейстера при герольдмейстерах М.М. Щербатове и А.А. Волкове (РГАДА. Ф. 286. Оп.1. Кн. 571. Л. 139-141). 
Свою деятельность он начал с переосмысления и исправления большого количества проектов городских гербов, которые скопились с Герольдмейстерской конторе за предшествующий период. Особый интерес проявлял к полковым знаменам, которые, первоначально, считал основой для создания будущих территориальных гербов. 
Изменил стилистику герба Москвы. На ранее утвержденном гербе Санти святой Георгий был изображен в греческо-византийском доспехе, закрывающем лишь грудь и спину (полудоспехе), а Энден одел его в полный доспех (панцирь), закрывающий всадника от пяток до макушки, придав ему облик немецкого рыцаря XV-XVI веков. И хотя «сочиненный» фон Энденом герб был утвержден, им старались не пользоваться.

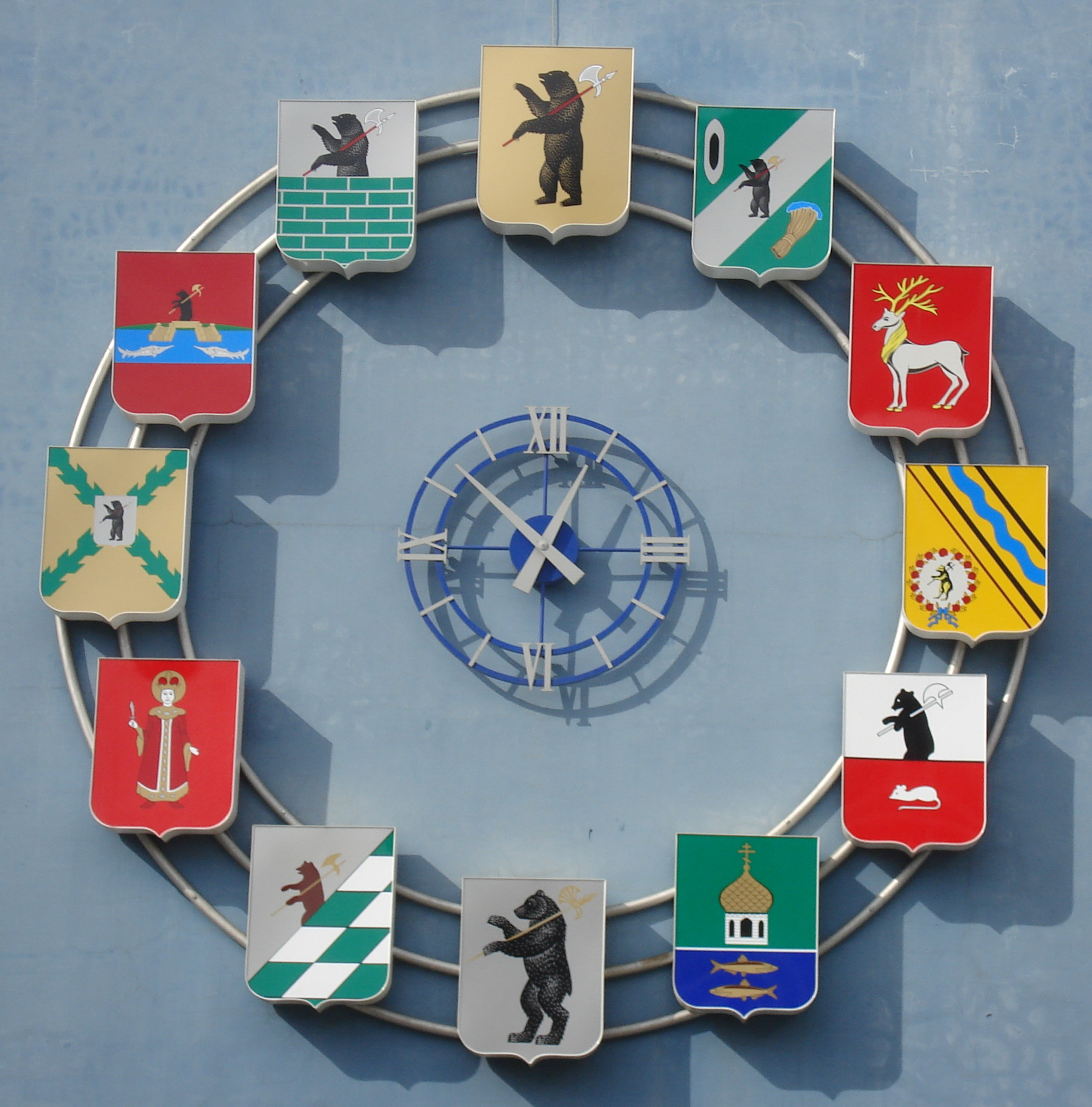
Композиция над входом в Ярославский автовокзал в форме часов из гербов городов Ярославской области — по часовой стрелке с часа: Гаврилов-Ям, Ростов, Тутаев, Мышкин, Переславль-Залесский (ныне герб Переславского района), Ярославль, Данилов, Углич, Пошехонье, Рыбинск, Любим, Ярославская область. Большинство гербов созданы при участии И.И. Эндена

Фактически, весь массив городских гербов 1772-1781 г. был создан или переработан при непосредственном участии фон Эндена или вообще им единолично. Показательно, что пик высочайшего утверждения городских гербов приходится именно на 1780-1782 г., т.е. был узаконен весь массив герботворческой деятельности товарища герольдмейстера. Самым известным и значительным нововведением фон Эндена стало двухчастное деление городских гербов, где в обязательном порядке присутствовала часть с наместническим гербом. Впервые такое правило было применено им при создании гербов Ярославского наместничества, в указе от 20 июня 1778 г. говорилось, что «в сочинении же он держался главным предметом в каждом новом городе иметь часть герба Ярославля с некоторым по приличеству каждого названия, где можно было, прибавлением» (ПСЗ1. Т. XX. № 14765). Такое деление было очевидно введено не случайно и, с одной стороны, символически и знаково отражало иерархичность системы управления – от императорского/государственного пожалования (сам акт жалования и корона) к наместничеству/губернии (верхняя часть) и далее городу/уезду (нижняя часть), а с другой стороны, имело вполне практическое применение – размещение на печати, знаке, клейме или предмете такого герба сразу указывало какой губернии и городу принадлежит учреждение/чиновник/вещь даже без размещения пояснительной надписи с названием, что чрезвычайно удобно на небольших предметах (печатях в первую очередь, поскольку они применялись всегда и везде). 

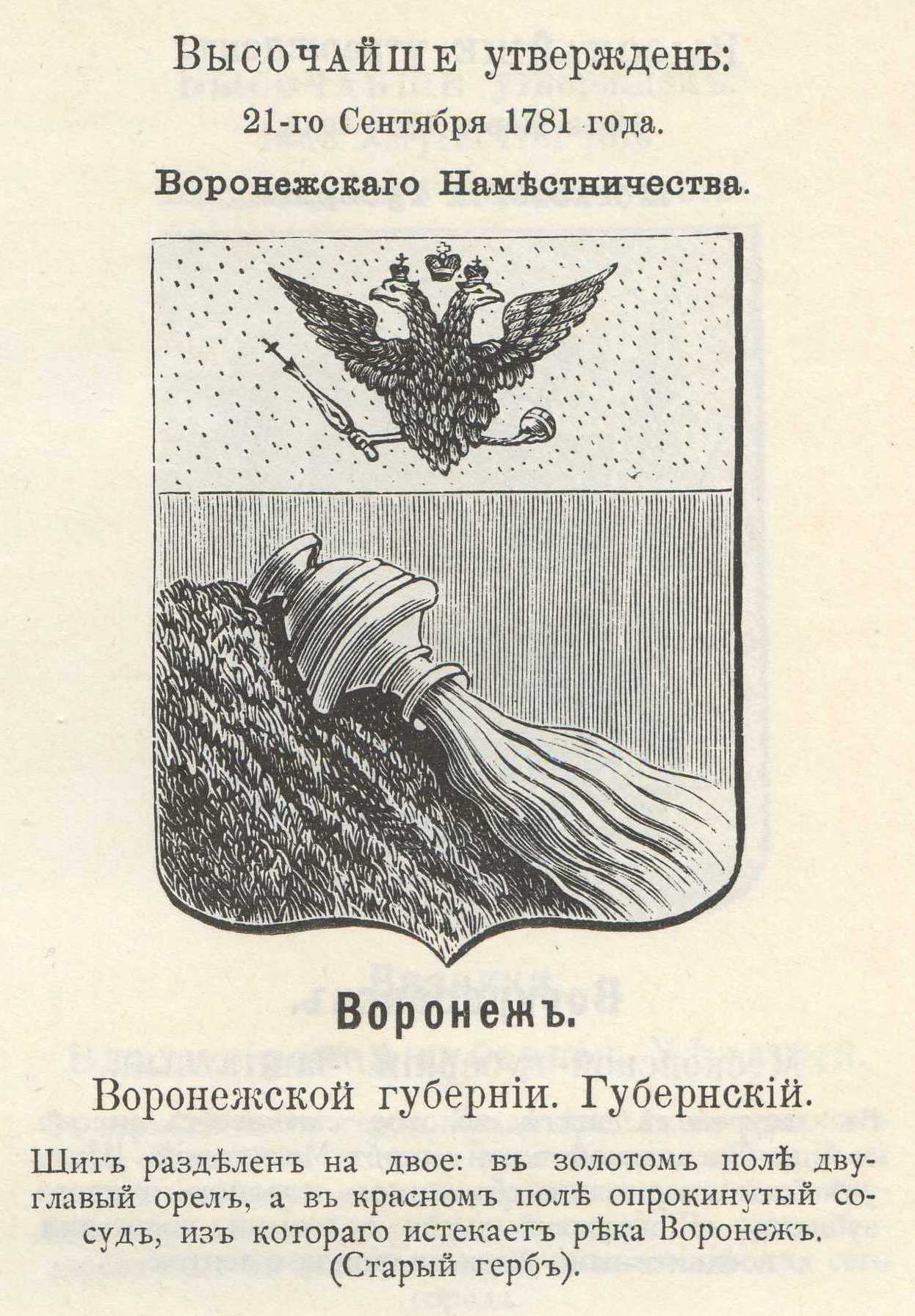
Герб Воронежа 1781 года из книги П. П. фон Винклера

Тот же подход был применён им при составлении всех гербов Воронежского наместничества — «в гербах уездных городов сочетаются губернский герб и новый элемент характеризующий уездный город», он занимал верхнюю часть поля всех уездных гербов, в нижних частях были: у Беловодска «ходящий аист в зелёном поле, означающий изобилие сего рода птиц в окрестностях оного города», у Бирюча «обвешанное звонками, в красном поле, которым делали в старину объявления на торговых местах, вместо ныне употребляемого барабана, означающий имя сего нового города», у Боброва «бобр в серебряном поле, означающий имя сего города», у Богучара «зверёк, называемый хорёк, в золотом поле, каковых в окрестностях сего города очень много», у Валуек «куча накладенная пирамидою яблок в зелёном поле, означающие великое изобилие сего плода», у Задонска «за Доном рекою построенная башня в серебряном поле, означающая подлинное положение сего города», у Землянска «пять летящих перепелок в золотом поле, каковыми птицами город сей весьма славится», у Калитвы «две бегущие чекалки в золотом поле, которыми зверями сие место изобилует», у Купянска «сидящий сурок в золотом поле, каковыми зверьками окрестности сего города очень изобилуют», у Ливенска «стоящее при самой реке сосновое древо в голубом поле, сие оному городу дано в герб, для того, что оный стоит при реке, называемой Сосны», у Нижнедевицка «ржаная былина, на которой многие находятся колосы, называемые спорынья, в зелёном поле, означающая великое изобилие хлебов».
При создании и изменении всех ранее составленных гербов, в том числе и воронежских, он основывался на материалах разработанных В.Н. Татищевым, Ф.М. Санти и В.Е. Адодуровым, в которых был описан исторический очерк каждого поселения, экономическое описание, природный ландшафт и другие самые достоверные сведения.
Геральдическая деятельность Эндена была прервана его непосредственным начальником – герольдмейстер А.А. Волков не захотел находиться в тени своего «товарища» и постепенно оттеснил заместителя от создания гербов, перетянув на себя все лавры главного герботворца екатерининского времени. В 1781 Иоганн фон Энден был пожалован чином статского советника и переведен в Третью экспедицию (Месяцеслов … 1781. С. 26). Императрица Екатерина II выделила ему в 1783 земельный надел и поместье Марамаа.

## Семья
Жена — Гертруда-София Фольмар (Вольмар) (1726—1765), их сын Павел Иванович (Пауль-Вильгельм) (1763—1815) — тайный советник, чиновник Министерства финансов и Ведомства Учреждений императрицы Марии, внук Александр Павлович (1802—1891) — Георгиевский кавалер, русский военный инженер и архитектор, Генерал-майор.